# Federico Santiago García
Federico Santiago García Di Bernardo (Santa Fe, Argentina; 6 de abril de 1984) es un futbolista argentino. Juega de defensor y su actual equipo es Crucero del Norte del Primera B Nacional.

## Clubes
| Club                   | País      | Año             | PJ | Goles |
| ---------------------- | --------- | --------------- | -- | ----- |
| Colón                  | Argentina | 2005 - 2007     | 3  | 0     |
| Gimnasia y Esgrima (M) | Argentina | 2007            | 14 | 0     |
| Defensores de Belgrano | Argentina | 2008            | 16 | 2     |
| Temperley              | Argentina | 2008            | 6  | 0     |
| The Strongest          | Bolivia   | 2009 - 2011     | 79 | 3     |
| FBC Melgar             | Perú      | 2012 - 2013     | 71 | 5     |
| Gimnasia y Esgrima (J) | Argentina | 2014 - 2015     | 30 | 1     |
| Sarmiento (R)          | Argentina | 2016            | 7  | 0     |
| Crucero del Norte      | Argentina | 2016 - presente | 12 | 1     |